# Vallecillo
Vallecillo est une commune d'Espagne dans la province de León, communauté autonome de Castille-et-León. Elle s'étend sur 23,36 km2 et comptait environ 101 habitants en 2024.Outre la ville principale de Vallecillo, le village de Villeza appartient à la municipalité.

## Localisation et climat
Vallecillo est situé dans la partie nord du plateau ibérique (meseta) à une altitude d'environ 835 m . La capitale provinciale, León est située à environ 38 km (en voiture) au nord-ouest. Le climat est frais en hiver, mais assez chaud en été, les précipitations plutôt faibles (environ 550 mm/an) s'étalent, à l'exception des mois d'été presque sans pluie, sur toute l'année.

## Évolution démographique
| Année      | 1970 | 1981 | 1991 | 2001 | 2011 | 2021 | 2024  |
| ---------- | ---- | ---- | ---- | ---- | ---- | ---- | ----- |
| Population | 414  | 277  | 220  | 144  | 134  | 123  | 101 . |

Le déclin démographique important observé depuis les années 1950 est principalement dû à la mécanisation de l’agriculture ainsi qu’à l’abandon des petites exploitations et à la perte d’emplois qui en découle (exode rural).

## Site  touristique

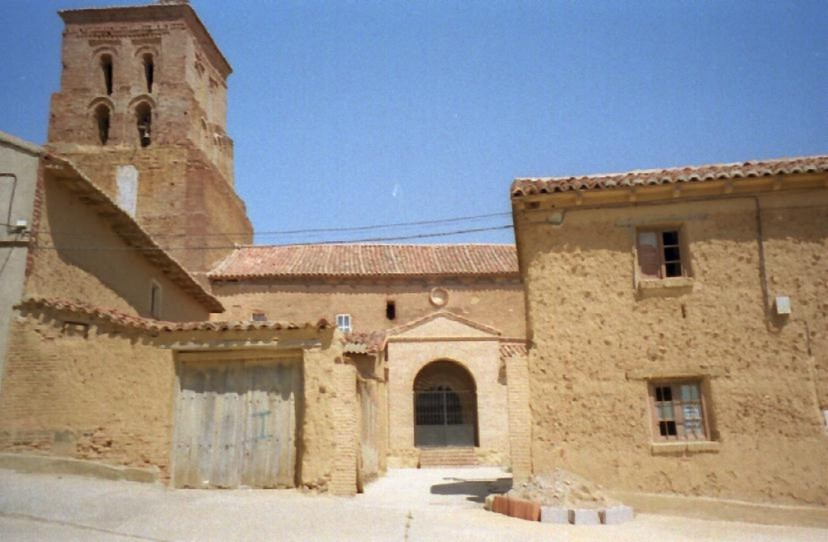
Église de la Nativité de Marie.

- Église de la Nativité de Marie.